# Mbah Surip
Mbah Surip (cuyo nombre verdadero fue Urip Achmad Ariyanto) (6 de mayo de 1957 - 4 de agosto de 2009) fue un cantante indonesio. Mbah Surip creció y vivió parte de su vida en la pobreza. Después de trabajar como artista callejero, se hizo famoso en 2009 con su primer sencillo "Gendong Tak" ("Te llevaré"). Murió de un paro cardíaco. Su canción más popular se titula "Bangun tidur tidur lagi".

## Discografía
- Ijo Royo-Royo (1997)
- Indonesia I (1998)
- Reformasi (1998)
- Tak Gendong (2003)
- Barang Baru (2004)
- Tak Gendong Bangun Tidur (2009) - Kompilasi

## Single
- Dielus-elus (2009)